# Diego de Ordás
Diego de Ordás, conegut també com a Diego de Ordaz o de Ordax (Castroverde de Campos, Zamora, 1480 - Veneçuela, 1532) fou un militar, adelantado i conqueridor espanyol. Va participar en la conquesta de l'Imperi Asteca i explorà el riu Orinoco.

## Biografia

### La carrera militar
Va arribar molt jove a Cuba on va servir a les ordres de Diego de Velázquez, va formar part de les primeres exploracions a Colòmbia i Panamà. Es va unir a Hernán Cortés en l'expedició que aquest va armar per a la conquesta de l'Imperi Asteca. El 25 de març de 1519, a la batalla de Centla, prop del Riu Grijalva, a Tabasco, contra els guerrers maies va tenir una important participació, sent reconegut per la victòria obtinguda.
Va ser el primer europeu a pujar al cim del volcà Popocatépetl en companyia de dos companys d'armes causant una gran impressió entre els nadius que acompanyaven l'expedició de Cortés. Gràcies a aquesta fita i per mèrits militars, l'emperador Carles V li atorgà el 1525 el dret a posseir un escut d'armes amb una vista del volcà.
Va participar en la conquesta de Tenochtitlán amb el grau de capità. La nit de la derrota espanyola, l'anomenada Nit Trista, va ser ferit pels guerrers asteques. Després de la victòria espanyola va explorar les terres d'Oaxaca i Veracruz, i va navegar pel riu Coatzacoalcos.
Va ser enviat a Espanya el 1521 per a presentar a la cort espanyola la narració de la conquesta de l'Imperi Asteca i tractar d'obtenir per Cortés el nomenament de Governador i Capità General de Nova Espanya.

### Retorn a Amèrica
Va tornar a Mèxic al voltant de 1525 i l'agost de 1529 se li va concedir la propietat del Peñón de los Baños, terres situades dins dels límits de ciutat de Mèxic.
Va tornar a Espanya, sent l'únic conqueridor de Nova Espanya que va assistir a les segones núpcies d'Hernán Cortés, celebrades a Béjar el 1529. Va sol·licitar el dret d'explorar les terres del mític El Dorado, que es creia es trobaven a l'interior de les actuals Colòmbia i Veneçuela. En obtenir el permís es va embarcar cap a Amèrica del Sud, on va explorar el riu Orinoco, però sense aconseguir trobar El Dorado.

### La seva mort
Finalment va abandonar la recerca de El Dorado, morint a la península de Paria el 1532, quan iniciava el viatge de tornada cap a Espanya.

## Reconeixements
El 1952 Veneçuela va fundar una ciutat planificada a la vora de l'Orinoco anomenada Puerto Ordaz en record seu.